# Celebracja
Celebracja (z łac. celebrare – uczęszczać, praktykować, powtarzać, sławić) – w religii katolickiej, a także prawosławiu sprawowanie kultu względem Boga ceremonialnie, uroczyście, z namaszczeniem. Stąd duchowny odprawiający nabożeństwo lub prowadzący procesję zwany jest celebransem. Poza kościołem czasownik celebrować oznacza obchodzić coś uroczyście, pompatycznie.
Z tego terminu ukute zostało w XVIII wieku francuskie słowo "célébrité" oraz angielskie "celebrity" w odniesieniu do gwiazdy, idola, osoby powszechnie znanej. W XX wieku pojawił się ich polski odpowiednik, określenie celebryta.